# Żar (powieść)
Żar (węg. A gyertyák csonkig égnek) – powieść wydana w 1942 roku. Pierwsze wydane w Polsce dzieło wybitnego węgierskiego pisarza Sándora Márai o męskiej przyjaźni, zburzonej przez miłosny trójkąt.

## Fabuła
Pewnego popołudnia, stary, samotny, zmęczony życiem Henryk, emerytowany generał, wracając z winnicy, gdzie butelkował wino, otrzymał list od dawnego znajomego, w którym informował, że przebywa w okolicy. Generał wysyła po niego lando zaprzężone w sześć koni i powożone przez woźnicę w liberii. Starej niani, Nini, która od lat pełni w pałacu rolę gospodyni, każe przygotować kolację, dokładnie w taki sam sposób jak 41 lat temu, gdy tajemniczy gość był tu w odwiedzinach po raz ostatni. Owym gościem jest Polak, Konrad, przyjaciel z dzieciństwa z którym rozeszły się ich drogi z powodu dramatu jaki rozegrał się ponad cztery dekady wcześniej. Przyjaciół, którzy poznali się w szkole kadetów, poróżniła kobieta, żona generała i kochanka Konrada.
Tajemnicę przeszłości zna już tylko on, ponieważ żona generała Krystyna, zmarła wiele lat temu. I tylko Konrad może odpowiedzieć na pytania, jakie stawiał sobie generał. 41 lat i 43 dni – tyle czasu minęło, odkąd Konrad opuścił bez słowa pożegnania przyjaciół. Generał, po wielu latach głębokich analiz zachowań przyjaciela i swojej żony Krystyny jest pewien, co kierowało ich czynami, ale nie ma stuprocentowej pewności. Czy tak naprawdę chce to usłyszeć teraz z ust przyjaciela? Gdyby tak było, nie spaliłby pamiętnika żony bez wcześniejszego przeczytania zawartych w nim treści. Woli wierzyć w to, co sam odkrył podczas samotnie spędzonych dni. Jedno słowo za dużo z ust przyjaciela mogłoby sprawić, że spokój, który udało mu się osiągnąć, zostałby zakłócony. Znaczną część powieści stanowi monolog generała, a jego wypowiedzi są podsumowaniem najważniejszych okresów życia. Mimo to nie potrafi dostrzec własnej winy w tym co zaszło. Jest pewien, że dzieliły ich różnice społeczne i te wynikające z osobowości. Pada wiele przypuszczeń i domysłów, jednak rezultaty rozmowy nie przynoszą ostatecznego rozstrzygnięcia. Na koniec spotkania jednak obaj zgadzają się z tym, że wszystkiemu winna jest namiętność. Żar przenikający serca, dusze i ciała, by palić się w nich aż do śmierci. Sándor Márai doskonale stopniuje napięcie, wprowadza do opowieści coraz to nowe elementy, zaskakuje i zadziwia. Buduje historię dramatu jednostki, jednocześnie tworząc uniwersalny obraz psychiki człowieka i ludzkich namiętności.

## W kulturze
W 2006 roku powstał film A gyertyák csonkig égnek na podstawie powieści w reżyserii Istvána Iglódiego. W rolę Konrada wcielił się Gábor Agárdi.
W 2007 r. (4 października) w Teatrze Narodowym w Warszawie, w przekładzie Elżbiety Wożniak i reżyserii Edwarda Wojtaszka została wystawiona sztuka „Żar”. Obsada: Henrik – Zbigniew Zapasiewicz, Konrad – Ignacy Gogolewski, Nini – Danuta Szaflarska.